# 進藤正次
進藤 正次（しんどう まさつぐ、永禄7年（1564年） - 慶長17年4月14日（1612年5月14日））は、宇喜多氏家臣（知行600石）のち徳川氏幕臣（旗本・知行500石）。通称は三左衛門。

## 経歴
当初は宇喜多氏の家臣として、知行600石の本丸御番衆として仕えていた。
慶長5年（1600年）の関ヶ原の戦いでは国許に残らず、主君の宇喜多秀家に従って出陣した。戦に敗れると宇喜多と供に戦線を離脱し、宇喜多を薩摩国へ逃亡出来るよう手助けをした後、大坂城に出向いて徳川家康に対し、主君は敗走中の伊吹山山中で自害した、と嘘の報告をした。現場に彦坂元正と日向政成が派遣され、新藤の証言通りに宇喜多の脇差が発見された。だがこののち直ぐに宇喜多の生存が明らかになり、新藤の謀は無に帰した。しかし家康に忠孝を賞されて、知行500石の旗本として召抱えられることになったとされる。